# Monedapalatset

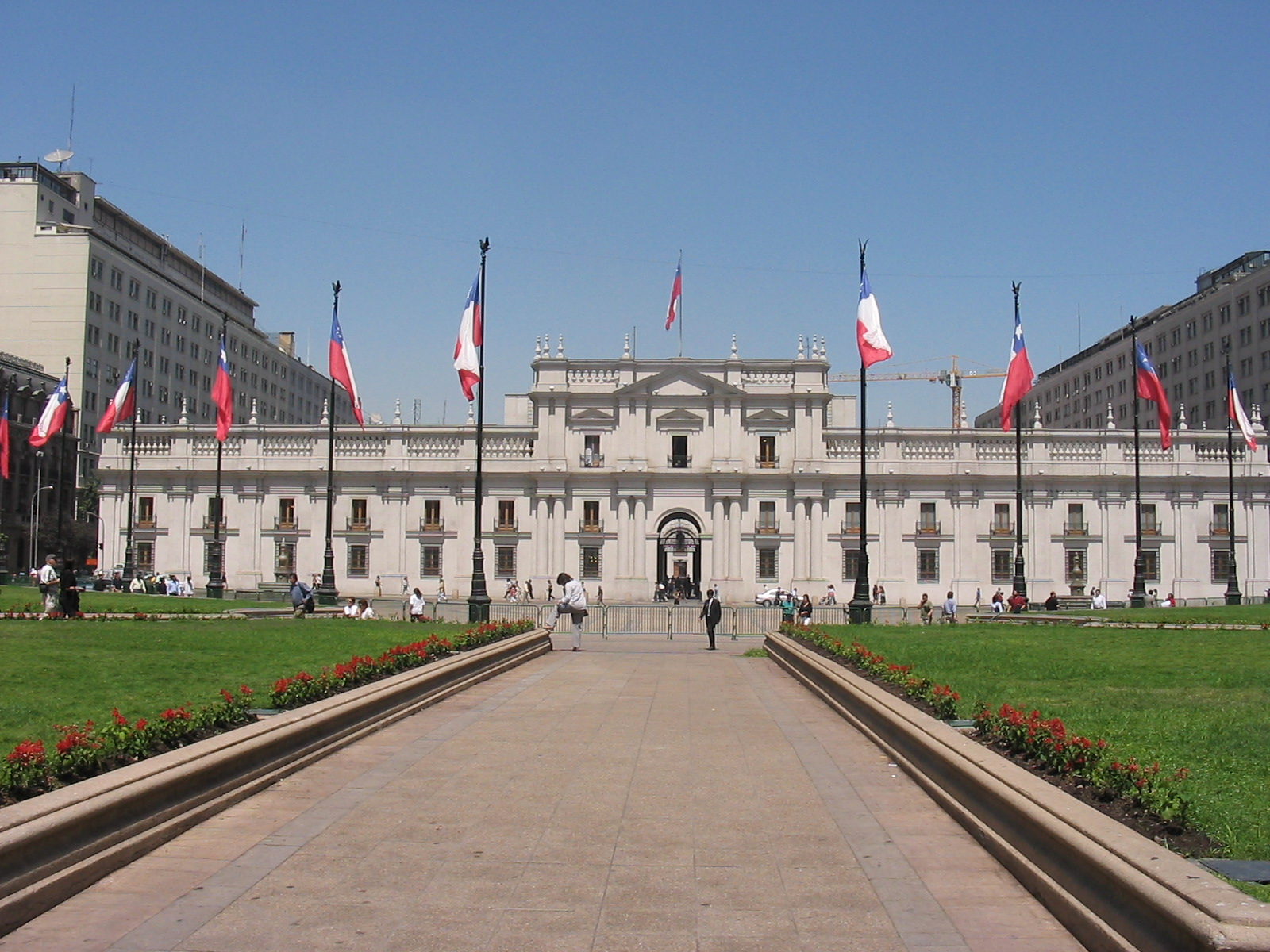
Palacio de La Moneda.

Palacio de La Moneda, La Monedapalatset, är det chilenska presidentpalatset i Santiago. Det är beläget i centrala Santiagos kommun. Huset invigdes 1805, då som säte för landets myntverk.
Förutom La Moneda har presidenten också sitt residens Cerro Castillo i Viña del Mar.

## Historia
Huset började byggas 1784, efter ritningar av den chilenske arkitekten Joaquín Toesca. La Moneda ses som landets mest betydande nyklassicistiska byggnad. Huset invigdes 1805, då som säte för det chilenska myntverket. 1846 blev det säte för presidenten.

### Militärkuppen 1973

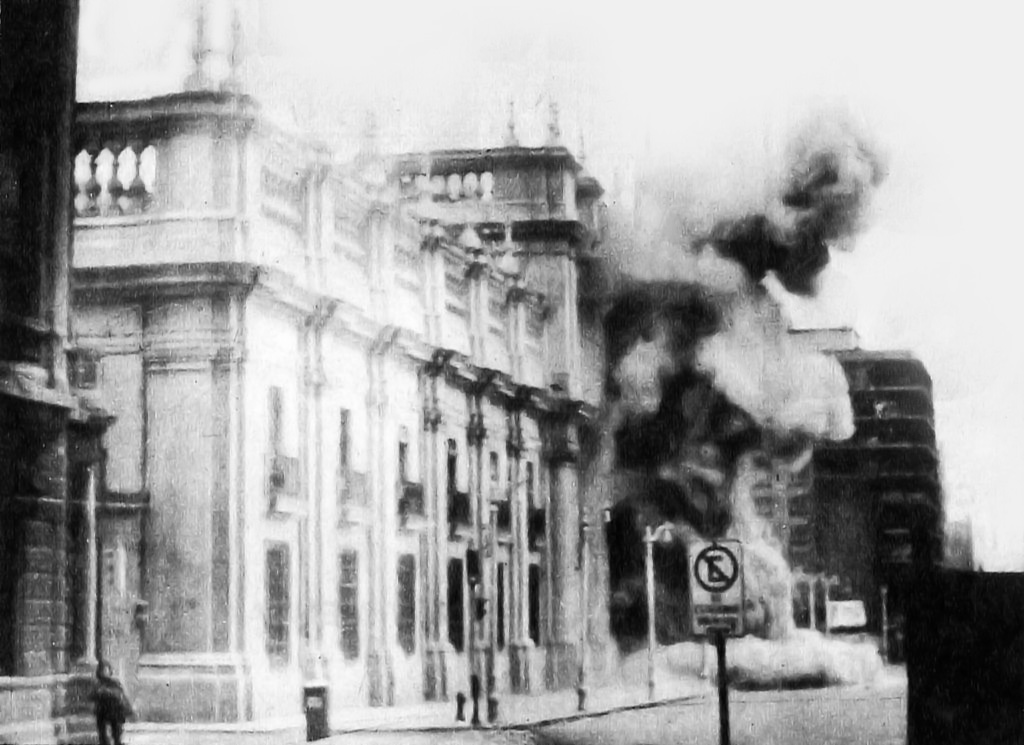
Monedapalatset flygbombas under militärkuppen

Vid militärkuppen 1973, då Augusto Pinochets militärjunta kom till makten, dog president Salvador Allende i byggnaden, som delvis förstördes när den flygbombades. 
Pinochet lät restaurera palatset och bygga en bunker i anslutning till det. Restaureringen avslutades 1981, men en del skotthål i fasaden lät man dock vara kvar, som ett historiskt bevis på militärkuppen.

### Efter diktaturen
Ricardo Lagos (president 2000-2006) lät under sin mandattid öppna palatset för allmänheten. Dörren som ligger vid adressen Morande 80 öppnades återigen efter att militärjuntan hade stängt den.
Man målade även palatset i dess ursprungliga snövita färg i samband med 30-årsdagen av militärkuppen.

## Galleri

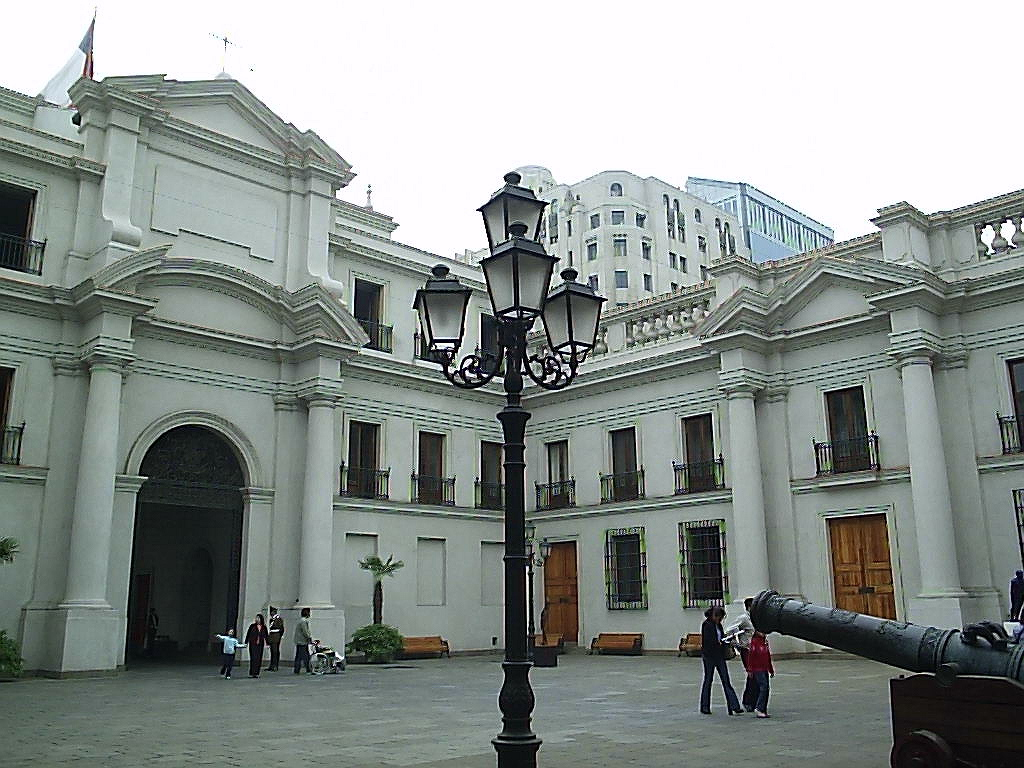
Innergården Patio de los Cañones
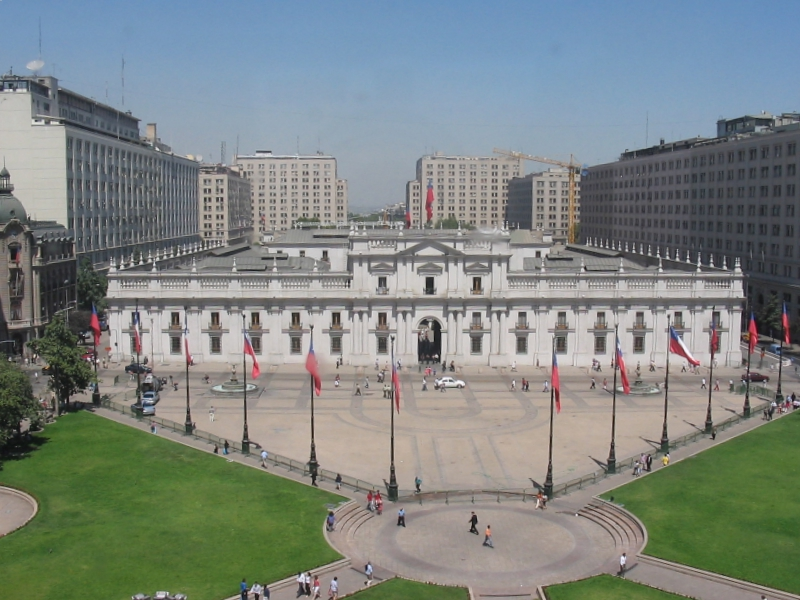
La Moneda och Plaza de la Constitución
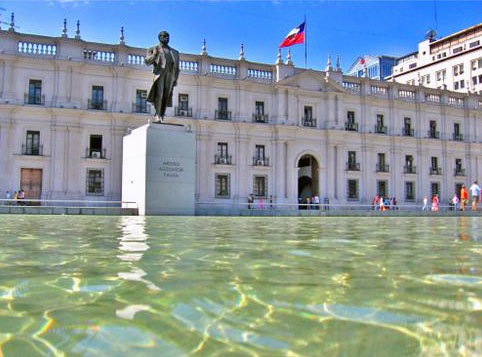
Staty av Arturo Alessandri framför La Moneda-palatset